# Lớp tế bào hạch
Lớp tế bào hạch (hoặc được gọi là thuộc hạch) là một lớp của võng mạc bao gồm của tế bào hạch võng mạc và di chuyển tế bào đuôi ngắn của võng mạc.
Trong hoàng điểm, lớp hình thành một vài tầng.
Các tế bào có hình dạng bình; bề mặt bên trong tròn của mỗi phần còn lại trên địa tầng và gửi đi một sợi trục được kéo dài vào nó.
Từ đầu đối diện, rất nhiều đuôi gai kéo dài vào lớp rối bên trong, nơi chúng phân nhánh và hình thành các tầng bằng phẳng ở các cấp độ khác nhau.
Các tế bào hạch có kích thước khác nhau, và các sợi nhánh của các tế bào nhỏ hơn như là một quy tắc xuất hiện trong lớp rối bên trong ngay khi chúng xâm nhập vào nó; trong khi những tế bào lớn hơn phân nhánh gần với lớp hạt nhân bên trong.